# Ginnastica ai I Giochi europei
Le gare di ginnastica ai I Giochi europei sono state disputate a Baku dal 14 al 21 giugno 2015 e comprendevano cinque diverse discipline di cui tre olimpiche: la ginnastica artistica, la ginnastica ritmica e il trampolino elastico e due non olimpiche: la ginnastica acrobatica e la ginnastica aerobica.

## Podi

### Ginnastica artistica
| Evento                         | Oro                                                       | Punteggio | Argento                                               | Punteggio | Bronzo                                               | Punteggio |
| Ginnastica artistica maschile  |                                                           |           |                                                       |           |                                                      |           |
| Concorso a squadre             | Russia David Beljavskij Nikita Ignat'ev Nikolaj Kuksenkov | 178,963   | Ucraina Ihor Radivilov Oleh Vernjajev Mykyta Jermak   | 177,429   | Azerbaigian Petro Pachnjuk Eldar Safarov Oleq Stepko | 174,195   |
| Concorso individuale           | Oleh Vernjajev                                            | 90,332    | Oleq Stepko                                           | 89,065    | Nikita Ignatyev                                      | 87,365    |
| Corpo libero                   | Rayderley Zapata Santana                                  | 15,333    | Fabian Hambüchen                                      | 15,100    | David Beljavskij                                     | 15,000    |
| Cavallo con maniglie           | Sašo Bertoncelj                                           | 14,966    | Oleq Stepko                                           | 14,600    | Brinn Bevan                                          | 14,200    |
| Anelli                         | Eleutherios Petrounias                                    | 15,633    | Nikita Ignat'ev                                       | 15,333    | İbrahim Çolak                                        | 15,133    |
| Volteggio                      | Oleh Vernjajev                                            | 15,266    | Casimir Schmidt                                       | 15,116    | Oleq Stepko                                          | 14,966    |
| Parallele                      | Oleq Stepko                                               | 15,733    | David Beljavskij                                      | 15,700    | Marius Berbecar                                      | 15,600    |
| Sbarra                         | Fabian Hambüchen                                          | 15,533    | Vlasios Maras                                         | 15,366    | Nikita Ignat'ev                                      | 15,166    |
| Ginnastica artistica femminile |                                                           |           |                                                       |           |                                                      |           |
| Concorso a squadre             | Russia Viktorija Komova Alija Mustafina Seda Tutchaljan   | 116,897   | Germania Leah Griesser Sophie Scheder Elisabeth Seitz | 110,397   | Paesi Bassi Lisa Top Celine Van Gerner Lieke Wevers  | 110,099   |
| Concorso individuale           | Alija Mustafina                                           | 58,566    | Giulia Steingruber                                    | 56,699    | Lieke Wevers                                         | 55,065    |
| Volteggio                      | Giulia Steingruber                                        | 14,999    | Seda Tutchaljan                                       | 14,683    | Lisa Top                                             | 14,016    |
| Parallele asimmetriche         | Alija Mustafina                                           | 15,400    | Sophie Scheder                                        | 15,200    | Andreea Iridon                                       | 12,800    |
| Trave                          | Lieke Wevers                                              | 14,200    | Andreea Iridon                                        | 14,000    | Giulia Steingruber                                   | 13,700    |
| Corpo libero                   | Giulia Steingruber                                        | 14,266    | Alija Mustafina                                       | 14,200    | Lieke Wevers                                         | 13,800    |

### Ginnastica ritmica
| Evento                      | Oro | Punteggio | Argento                                                                                      | Punteggio | Bronzo | Punteggio |
| Individuale                 | |           |                                                                                              |           | |           |
| Concorso individuale        | Jana Kudrjavceva | 76,100    | Margarita Mamun                                                                              | 75,650    | Melicina Stanjuta | 73,100    |
| Cerchio                     | Margarita Mamun | 18,850    | Melicina Stanjuta                                                                            | 18,500    | Neta Rivkin | 18,150    |
| Palla                       | Jana Kudrjavceva | 18,950    | Hanna Rizatdinova                                                                            | 18,250    | Melicina Stanjuta | 18,200    |
| Clavette                    | Jana Kudrjavceva | 19,200    | Hanna Rizatdinova                                                                            | 18,550    | Melicina Stanjuta | 18,150    |
| Nastro                      | Jana Kudrjavceva | 19,000    | Marina Durunda                                                                               | 18,200    | Salome Pazhava | 17,950    |
| A squadre                   | |           |                                                                                              |           | |           |
| Concorso a squadre          | Russia Anastasija Maksimova Mar'ja Tolkačëva Anastasija Tatareva Sof'ja Skomoroch Diana Borisova Dar'ja Kleščeva       | 35,300    | Israele Yuval Filo Alona KosHevatskiy Ekaterina Levina Karina Lykhvar Ida Mayrin             | 35,050    | Bielorussia Aljaksandra Narkevič Ksenija Čeldiškina Marija Kadobina Valeryja Piščėlina Aryna Cycylina Hanna Dudzenkova | 34,850    |
| Nastro a squadre            | Russia Anastasija Maksimova Mar'ja Tolkačëva Anastasija Tatareva Sof'ja Skomoroch Diana Borisova Dar'ja Kleščeva       | 18,000    | Ucraina Olena Dmytraš Jevgenija Homon Oleksandra Hridasova Valerija Hudym Anastasija Voznjak | 17,250    | Israele Yuval Filo Alona KosHevatskiy Ekaterina Levina Karina Lykhvar Ida Mayrin                                       | 17,100    |
| Clavette e cerchi a squadre | Bielorussia Aljaksandra Narkevič Ksenija Čeldiškina Marija Kadobina Valeryja Piščėlina Aryna Cycylina Hanna Dudzenkova | 17,600    | Israele Yuval Filo Alona KosHevatskiy Ekaterina Levina Karina Lykhvar Ida Mayrin             | 17,500    | Ucraina Olena Dmytraš Jevgenija Homon Oleksandra Hridasova Valerija Hudym Anastasija Voznjak                           | 17,150    |

### Trampolino elastico
| Evento                        | Oro                                  | Punteggio | Argento                                       | Punteggio | Bronzo                                | Punteggio |
| Trampolino elastico maschile  |                                      |           |                                               |           |                                       |           |
| Trampolino individuale        | Dmitrij Ušakov                       | 60,090    | Uladzislaŭ Hančaroŭ                           | 59,380    | Ilya Grishunin                        | 58,765    |
| Trampolino sincronizzato      | Russia Mikhail Melnik Dmitrij Ušakov | 51,100    | Bielorussia Uladzislaŭ Hančaroŭ Mikalaj Kazak | 50,800    | Germania Martin Gromowski Kyrylo Sonn | 48,800    |
| Trampolino elastico femminile |                                      |           |                                               |           |                                       |           |
| Trampolino individuale        | Jana Pavlova                         | 54,335    | Katherine Driscoll                            | 53,910    | Hanna Harčonak                        | 53,565    |
| Trampolino sincronizzato      | Russia Anna Korneckaja Jana Pavlova  | 46,400    | Francia Marine Jurbert Joelle Vallez          | 44,600    | Portogallo Beatriz Martins Ana Rente  | 44,500    |

### Ginnastica acrobatica
| Evento                  | Oro                                                   | Punteggio | Argento                                                  | Punteggio | Bronzo                                                            | Punteggio |
| Femminile               |                                                       |           |                                                          |           |                                                                   |           |
| Concorso a squadre      | Belgio Kaat Dumarey Julie Van Gelder Ineke Van Schoor | 86,480    | Russia Valerija Belkina Julija Nikitina Žanna Parchomec  | 85,430    | Bielorussia Kacjaryna Barysevič Veranika Nabokina Karina Sandovič | 84,610    |
| Statico (squadre)       | Belgio Kaat Dumarey Julie Van Gelder Ineke Van Schoor | 28,700    | Russia Valerija Belkina Julija Nikitina Žanna Parchomec  | 28,550    | Bielorussia Kacjaryna Barysevič Veranika Nabokina Karina Sandovič | 28,510    |
| Dinamico (squadre)      | Belgio Kaat Dumarey Julie Van Gelder Ineke Van Schoor | 28,480    | Russia Valerija Belkina Julija Nikitina Žanna Parchomec] | 28,190    | Bielorussia Kacjaryna Barysevič Veranika Nabokina Karina Sandovič | 28,120    |
| Mista                   |                                                       |           |                                                          |           |                                                                   |           |
| Concorso a coppie miste | Russia Marina Černova Georgij Pataraja                | 89,310    | Belgio Yana Vastavel Solano Cassamajor                   | 86,180    | Gran Bretagna Hannah Baughn Ryan Bartlett                         | 85,160    |
| Statico (coppie miste)  | Russia Marina Černova Georgij Pataraja                | 29,760    | Belgio Yana Vastavel Solano Cassamajor                   | 28,930    | Gran Bretagna Hannah Baughn Ryan Bartlett                         | 28,260    |
| Dinamico (coppie miste) | Russia Marina Černova Georgij Pataraja                | 29,300    | Belgio Yana Vastavel Solano Cassamajor                   | 28,690    | Gran Bretagna Hannah Baughn Ryan Bartlett                         | 28,650    |

### Ginnastica aerobica
| Evento          | Oro                                                                       | Punteggio | Argento                                                                              | Punteggio | Bronzo | Punteggio |
| A coppie miste  | Spagna Sara Moreno López Vicente Lli Lloris                               | 21,150    | Italia Michela Castoldi Davide Donati                                                | 21,050    | Russia Duchik Džanazian Denis Solov'ëv                                                                       | 20,500    |
| A squadre miste | Ungheria Panna Szollosi Dora Hegyi Daniel Bali Dora Lendvay Balázs Farkas | 21,144    | Romania Lavinia Panaete Dacian Barna Lucian Savulescu Bianca Gorgovan Gabriel Bocser | 21,094    | Spagna Aranzazu Martínez Belén Guillemot Esterlich Pedro Cabañas Moreno Sara Moreno López Vicente Lli Lloris | 20,933    |